# Орлов, Владимир Григорьевич (граф)
Граф Влади́мир Григо́рьевич Орло́в (8 (19) июля 1743 — 28 февраля (12 марта) 1831) — младший из знаменитых братьев Орловых, генерал-поручик (1775), директор Академии наук при президенте К. Г. Разумовском.

## Биография

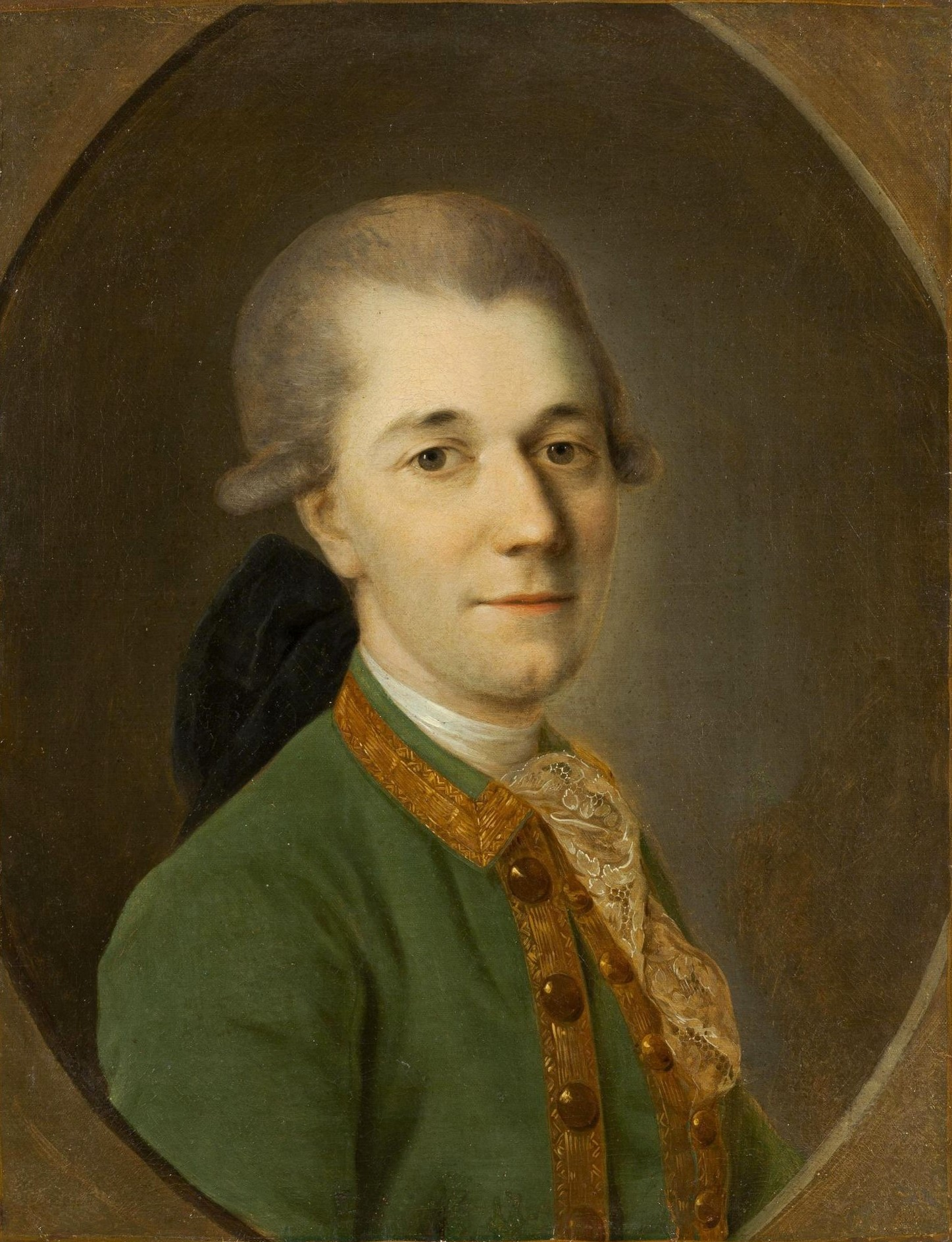
В. Г. Орлов в молодости.

Младший из пяти братьев Орловых, рано остался сиротой, и был на попечении братьев; свои детские годы провёл в деревне. В день коронации Екатерины II, 22 сентября (3 октября) 1762 года, вместе со всеми своими братьями Владимир Григорьевич Орлов был возведён в графское Российской империи достоинство.
В 20 лет был отправлен братьями за границу, где три года обучался в Лейпцигском университете. Там он приобрёл любовь к науке, особенно к астрономии, уважение к немецким ученым и усвоил привычки жизни немецкого провинциального города, что вполне согласовалось с его личными вкусами: любовью к тихой семейной жизни и склонностью к хозяйственным заботам. Вопреки общему течению, Орлов не увлекался французской философией XVIII века и её блестящими представителями, он не любил даже французского языка и никогда на нём не говорил.

## Служба

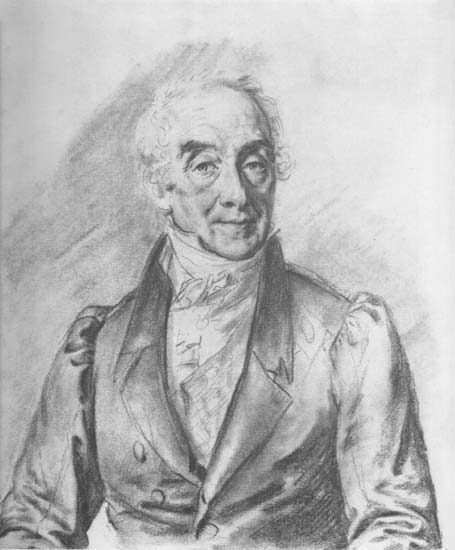
В. Г. Орлов в 1826 году.

По возвращении в Россию, Екатерина II пожаловала его в камер-юнкеры и 6 октября 1766 года назначила директором Академии Наук в помощь графу К. Г. Разумовскому. В 1767 году Орлов сопровождал императрицу в путешествии по Волге, где вёл дневник, а на досуге перевел 15-ю главу из романа «Велизарий» Мармонтеля, над которым трудилась сама императрица и некоторые лица её свиты.
Как директор Академии, которая находилась в упадке, Орлов сделал много, хотя, и не мог привести её «в цветущее состояние». Он пытался заменить иностранные языки (латинский и немецкий) протоколов академических заседаний русским, покровительствовал русским студентам, отправлявшимся за границу, организовал несколько научных экспедиций (в том числе в 1769 году — по наблюдению за прохождением Венеры по диску Солнца).
В 1770 году Орлов был пожалован камергером и совершил путешествие по России, во время которого по обыкновению вёл дневник. В июне 1771 года, сильно больной, он уехал лечиться за границу, где завёл личное знакомство и переписку со многими выдающимися учёными. Осенью 1773 года он вернулся в Санкт-Петербург, а через год, 5 декабря 1774 года, по его прошению, был уволен в отставку, с чином генерал-поручика, и навсегда удалился от службы, занимаясь обустройством своего подмосковного имения Отрада.

## Семья

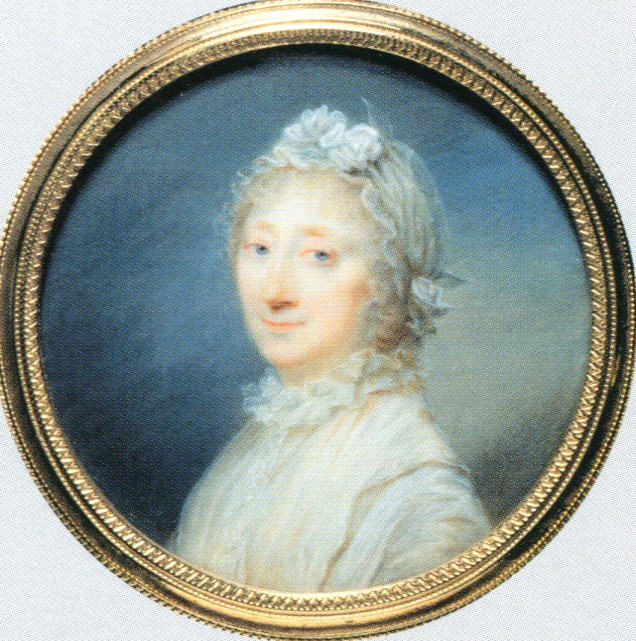
Елизавета Ивановна Орлова

Жена (с 24 августа 1768 года) — баронесса Елизавета Ивановна Штакельберг (1741—1817), любимая фрейлина Екатерины II, дочь директора Лифляндской коллегии экономии барона Фабиана Адама фон Штакельберга. Познакомилась с Орловым в 1767 году, сопровождая императрицу в путешествии по Волге на галере «Тверь». По отзыву современников, не будучи красавицей, отличалась добрым и покладистым характером. Брак её был счастливым. Скончалась от простуды в своем имении Отрада, где и была похоронена. В браке имели 2 сыновей и 4 дочерей:
- Александр Владимирович (1769—1787), подпоручик, умер в Лионе, где находился на лечении.
- Екатерина Владимировна (1770—1849), с 1799 года замужем за бригадиром Дмитрием Александровичем Новосильцевым (1758—1835), брак был неудачным и через год супруги разъехались. Не любя свет, посвятила себя воспитанию единственного сына Владимира (1800—1825), дружна была с графом де Местером. После трагической гибели сына на дуэли с декабристом К. П. Черновым, всецело предалась молитвам и делам благотворения и до конца жизни не снимала траура. После её смерти огромное её состояние перешло к племяннику, сыну сестры, Владимиру Петровичу Давыдову, вместе с фамилией и графским титулом Орловых.
- Софья Владимировна (1774—1844), фрейлина, с 1790 года была замужем за вице-канцлером графом Никитой Петровичем Паниным (1771—1837), в приданое получила усадьбу Марфино. Известна была своей благотворительною деятельностью, в особенности заботами об улучшении быта принадлежавших ей крепостных крестьян.
- Григорий Владимирович (1777—1826), камер-юнкер, сенатор. Был женат с 1800 года на фрейлине графине Анне Ивановне Салтыковой (1777—1824), дочери генерал-фельдмаршала И. П. Салтыкова и Д. П. Чернышёвой, которая продала свёкру знаменитое имение Марфино. По болезни жены Григорий постоянно проживал с ней за границей, в Париже держали литературный салон. Овдовев, вернулся в Россию, но службе его мешала развивавшаяся глухота. Умер неожиданно, поднимаясь по лестнице в здании Сената. На нём прекратился род екатерининских Орловых.
- Елена Владимировна (1779—после 1787)
- Наталья Владимировна (1782—1819), с 1803 года была замужем за тайным советником Петром Львовичем Давыдовым (1777—1842), их сын Владимир получил в 1856 году титул и фамилию графа Орлова и стал именоваться Орловым-Давыдовым.

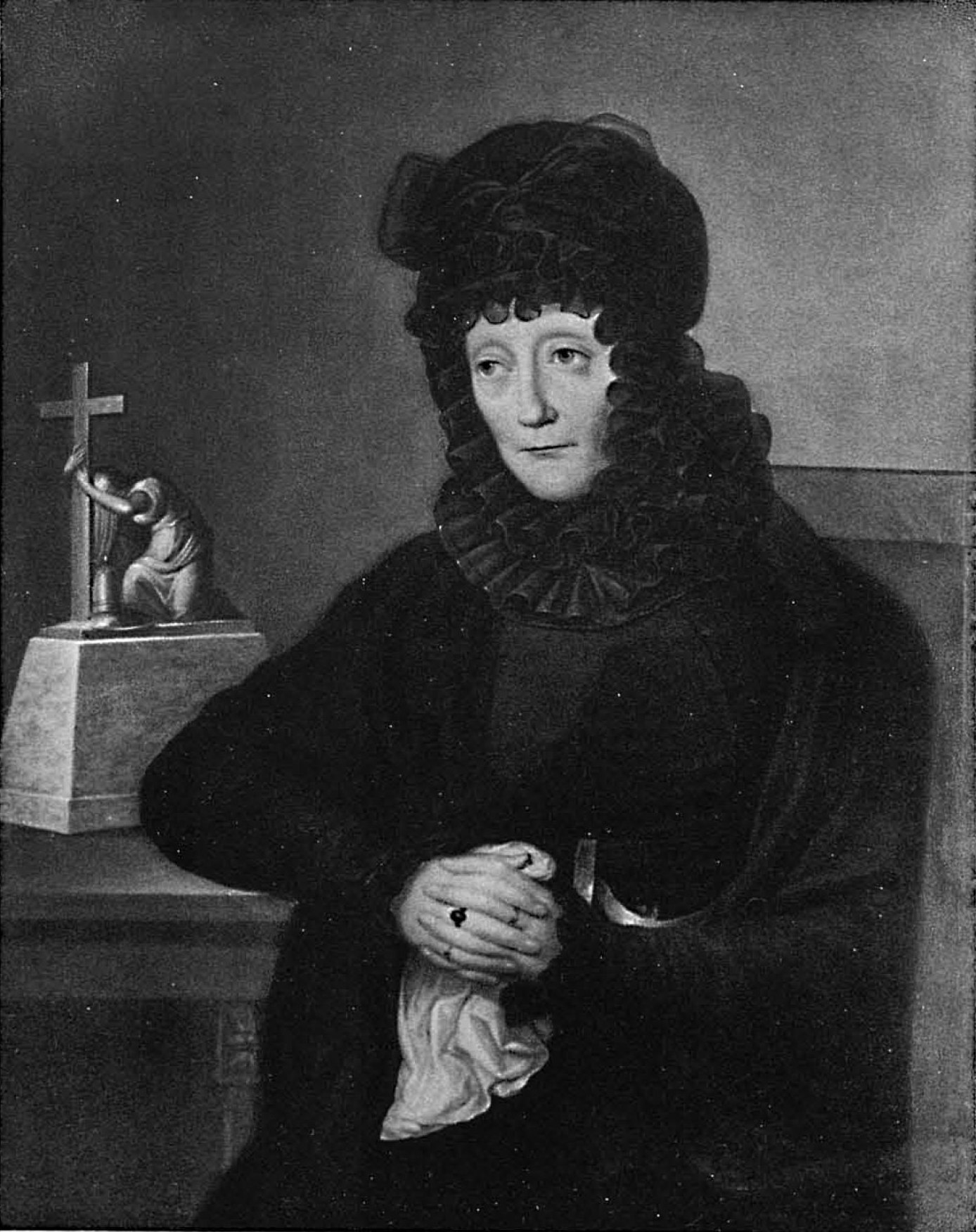
Екатерина Владимировна, дочь
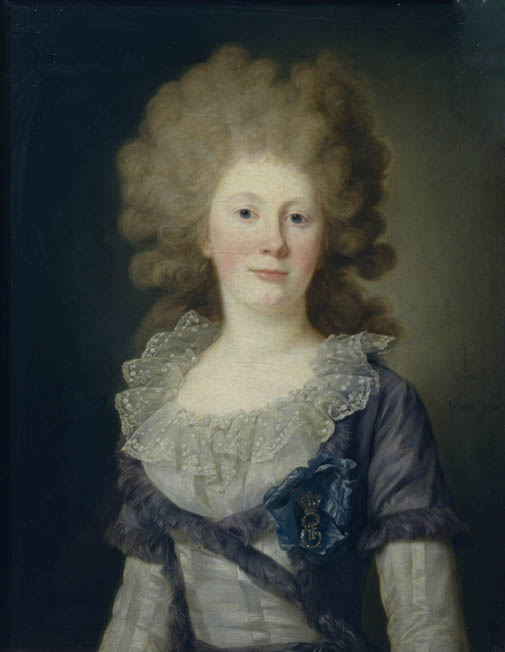
Софья Владимировна, дочь
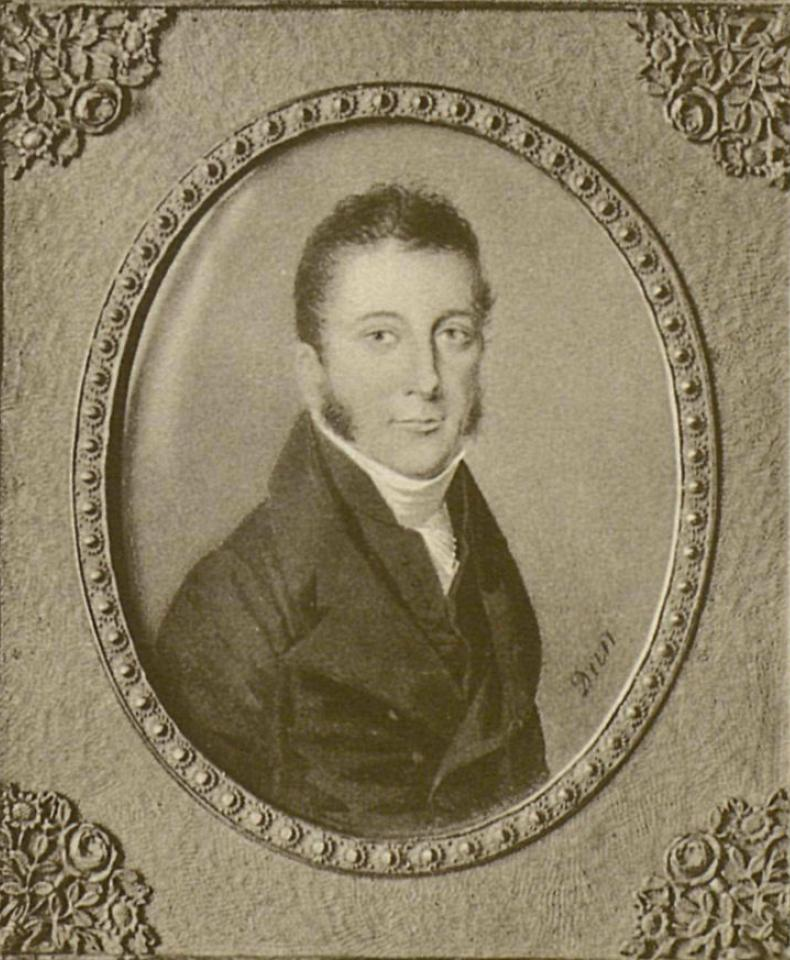
Григорий Владимирович, сын
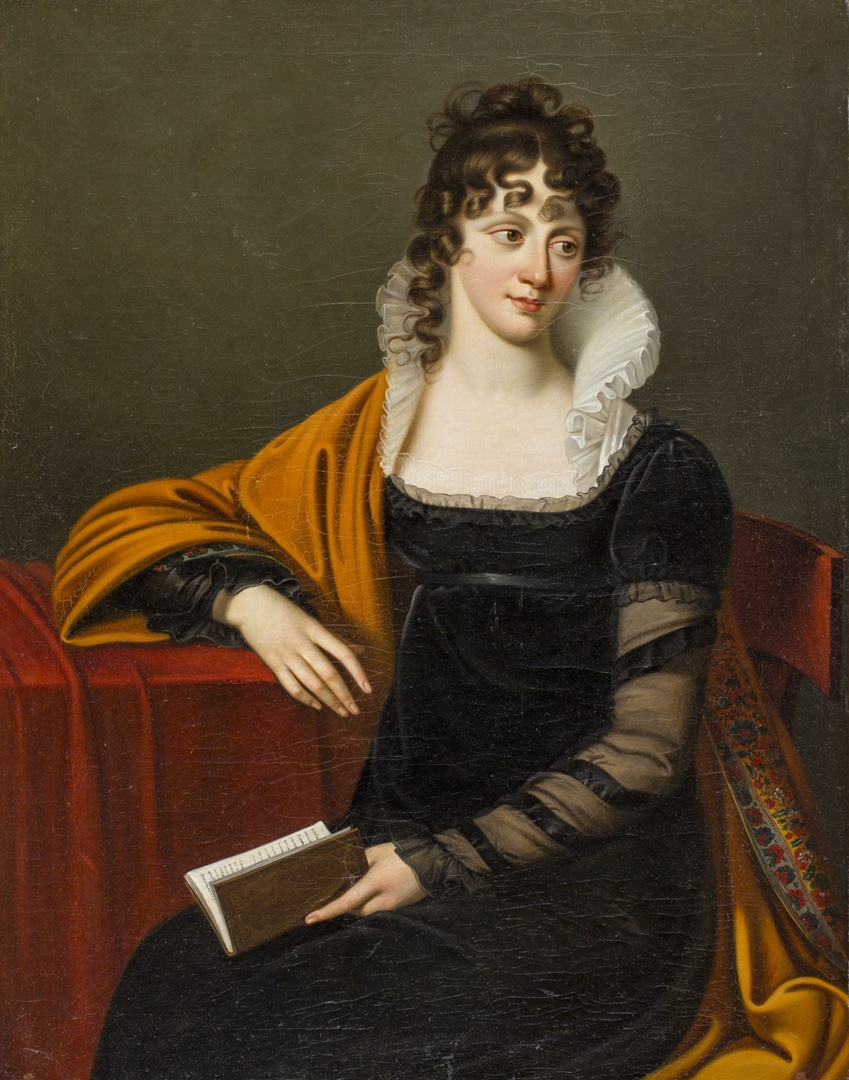
Наталья Владимировна, дочь
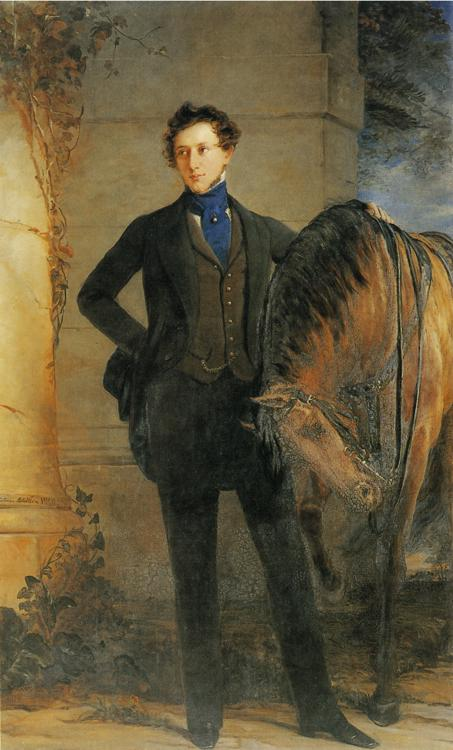
Владимир Орлов-Давыдов, внук